# Nuer
Nuer är ett nilo-saharisktalande folk i  Sydsudan och Etiopien. Enligt uppgifter hämtade 2023 uppgick de till cirka 1,2 miljoner, varav cirka 1 miljon i Sydsudan. Inbördeskrig har lett till att många har flytt till Etiopien och Sudan, och då i synnerhet Khartoum. Tusental sydsudanesiska flyktingar bor i flyktingläger utanför Khartoum.  
Nuer har i historien ofta befunnit sig i konflikt med grannarna dinkafolket; de båda är de största svarta folkgrupperna i Sydsudan. Under inbördeskriget i Sudan kämpade många av dem tillsammans i den sudanesiska rebellarmén mot araberna under en dinkaledare, men de historiska motsättningarna spelar fortfarande en viktig roll.
Endast ett litet fåtal är kristna; nuerna har behållit sin kulturella särart i större omfattning än många andra afrikanska folk. Folket är känt för sitt astronomiska intresse, de har egna namn på stjärnor och egna stjärnbilder. De utmärker sig i likhet med dinka, även genom sin säregna kroppskonst: vid en vuxenrit låter de bränna eller skära in ärr i huden.